# Близнюківська селищна рада
Близнюкі́вська се́лищна ра́да — адміністративно-територіальна одиниця та орган місцевого самоврядування у Лозівському районі Харківської області. Адміністративний центр — селище Близнюки.

## Загальні відомості
- Близнюківська селищна рада утворена у 2020 році.
- Територія ради: 1378.5 кв. км
- Населення ради: 17541

## Населені пункти
Селищній раді підпорядковані населені пункти:
- селище Близнюки;
- село Алісівка
- село Андріївка
- село Батюшки
- село Башилівка
- село Безпальцеве
- село Берестове
- село Берестове
- село Богданівка
- село Бубнове Перше
- село Бурбулатове
- село Валер'яновка
- село Варварівка
- село Васюкове
- село Верхньоводяне
- село Верхня Самара
- село Верхове
- село Веселе
- село Вишневе
- село Вільне Друге
- село Вільне Перше
- село Водолазьке
- село Водяне

- село Водяне

- село Ганнівка

- село Ганно-Рудаєве
- село Григорівка
- село Далеке
- село Дмитрівка
- село Дмитрівка

- село Добровілля

- село Дубове
- село Дунине
- село Енергетиків
- село Зубове
- село Катеринівка
- село Квітневе
- село Кленове
- село Криштопівка
- село Ладне
- село Лугове

- село Лукашівка
- село Мар'ївка
- село Микільське
- село Миколаївка Друга
- село Миколаївка Перша
- село Милівка
- село Мирне
- село Миролюбівка
- село Морокине

- село Надеждине
- село Настасівка
- село Новоіванівка
- село Новомар'ївка
- село Новомиколаївка
- село Новонадеждине
- село Новоолександрівка
- село Новопавлівка
- село Новопокровка
- село Новоселівка
- село Новоселівка
- село Новотроїцьке
- село Новоукраїнка
- село Новоуплатне
- село Одинецьке
- село Олександрівка
- село Олексіївка
- село Остерське
- село Острівщина
- село Павлівка
- село Плахтіївка
- село Преображенівка
- село Привілля
- село Рижове
- село Роздолівка
- село Рудаєве
- село Рясне
- село Садове
- село Самійлівка
- село Самійлівка
- село Семенівка
- село Серафимівка
- село Сергієва Балка
- село Слобожанське
- село Софіївка
- село Софіївка Перша
- село Степове
- село Тимофіївка
- село Уплатне
- село Федорівка
- село Холодне
- село Червоне
- село Шевченкове Друге
- село Шевченкове Перше
- село Широке
- село Якимівка
- село Яковівка

## Склад ради
- Голова ради: Король Геннадій Степанович
- Секретар ради: Володченко Сергій Сергійович

### Керівний склад попередніх скликань
| Прізвище, ім'я, по батькові | Основні відомості | Дата обрання | Дата звільнення |
| --------------------------- | --- | ------------ | --------------- |
| Король Геннадій Степанович  | Селищний голова, 1969 року народження, освіта вища                                                                    | 26.03.2006   | 31.10.2010      |
| Король Геннадій Степанович  | Селищний голова, 1969 року народження, освіта вища, член Всеукраїнського об'єднання «Батьківщина»                     | 31.10.2010   | 25.10.2015      |
| Король Геннадій Степанович  | Селищний голова, 1969 року народження, освіта вища, безпартійний, від політичної партії «Волонтерська партія України» | 25.10.2015   | 8.12.2020       |
|                             | Селищний голова, 1969 року народження, освіта вища, безпартійний, від політичної партії «Блок Світличної "РАЗОМ"»     | 25.10.2020   |                 |

Примітка: таблиця складена за даними сайту Верховної Ради України та ЦВК